# Kalavad
Kalavad é uma cidade e um município no distrito de Jamnagar, no estado indiano de Gujarat.

## Geografia
Kalavad está localizada a 22° 13′ N, 70° 23′ L. Tem uma altitude média de 87 metros (285 pés).

## Demografia
Segundo o censo de 2001, Kalavad tinha uma população de 24 857 habitantes. Os indivíduos do sexo masculino constituem 50% da população e os do sexo feminino 50%. Kalavad tem uma taxa de literacia de 68%, superior à média nacional de 59,5%: a literacia no sexo masculino é de 73% e no sexo feminino é de 63%. Em Kalavad, 11% da população está abaixo dos 6 anos de idade.